# Horrible Bosses 2
Horrible Bosses 2 är en amerikansk långfilm från 2014 i regi av Sean Anders, med Jason Bateman, Jason Sudeikis, Kevin Spacey och Charlie Day i rollerna.

## Handling
Nick Hendricks (Jason Bateman), Dale Arbus (Charlie Day) och Kurt Buckman (Jason Sudeikis) bestämmer sig för att starta ett eget företag men planerna går inte riktigt som de har tänkt sig på grund av den sluge investeraren Bert Hanson (Christoph Waltz) vilket gör att de planerar en kidnappning av Bert.

## Rollista (urval)
| Jason Bateman    | – Nick Hendricks            |
| Charlie Day      | – Dale Arbus                |
| Jason Sudeikis   | – Kurt Buckman              |
| Jennifer Aniston | – Dr. Julia Harris          |
| Chris Pine       | – Rex Hanson                |
| Kevin Spacey     | – Dave Harken               |
| Lindsay Sloane   | – Stacy Arbus               |
| Jamie Foxx       | – Dean "Motherfuckah" Jones |
| Jonathan Banks   | – Detective Hatcher         |
| Christoph Waltz  | – Bert Hanson               |